# Spring Japan
Spring Japan – japońska tania linia lotnicza z siedzibą w Narita, głównym portem lotniczym jest port lotniczy Narita.
Została założona 7 września 2012 przez chińską linię lotniczą Spring Airlines pod nazwą Spring Airlines Japan. Od czerwca 2021 głównym akcjonariuszem kontrolującym 70% akcji jest Japan Airlines. Pozostała część udziałów pozostała w rękach pierwotnego właściciela. W listopadzie 2021 nazwa linii została skrócona do Spring Japan.

## Flota
Według stanu na maj 2025 flota Spring Japan składała się z 9 samolotów o średnim wieku 11,5 lat:
| Samolot         | Samolot | Samolot   | Liczba miejsc | Liczba miejsc | Uwagi                                                         |
| Model           | Aktywne | Zamówione | E             | Łącznie       | Uwagi                                                         |
| --------------- | ------- | --------- | ------------- | ------------- | ------------------------------------------------------------- |
| Airbus A321-200 | 3       | -         | -             | -             | Konfiguracja cargo, realizują połączenia dla Yamato Transport |
| Boeing 737-800  | 6       | -         | 189           | 189           |                                                               |
| Łącznie         | 9       | 0         |               |               |                                                               |

## Połączenia
Przewoźnik w maju 2025 realizował bezpośrednie połączenia do 10 portów lotniczych w 2 krajach regionu Azji Wschodniej:
| Kraj    | Miasto    | IATA | Port lotniczy                      | Uwagi     |
| ------- | --------- | ---- | ---------------------------------- | --------- |
| Chiny   | Dalian    | DLC  | Port lotniczy Dalian-Zhoushuizi    |           |
| Chiny   | Harbin    | HRB  | Port lotniczy Harbin-Taiping       |           |
| Chiny   | Nankin    | NKG  | Port lotniczy Nankin-Lukou         |           |
| Chiny   | Nigbo     | NGB  | Port lotniczy Ningbo-Lishe         |           |
| Chiny   | Pekin     | PEK  | Port lotniczy Pekin                |           |
| Chiny   | Szanghaj  | PVG  | Port lotniczy Szanghaj-Pudong      |           |
| Chiny   | Tiencin   | TSN  | Port lotniczy Tiencin-Binhai       |           |
| Japonia | Hiroszima | HIJ  | Port lotniczy Hiroshima            |           |
| Japonia | Tokio     | NRT  | Port lotniczy Narita               | Hub linii |
| Japonia | Sapporo   | CTS  | Nowy port lotniczy Sapporo-Chitose |           |